# Staustufe Rockenau
Die Staustufe Rockenau ist eine Flussstaustufe in Rockenau, einem Stadtteil von Eberbach im Rhein-Neckar-Kreis in Baden-Württemberg. Die Staustufe besteht aus einer Doppelschleuse am linken Ufer, einem dreifeldrigen Wehr in der Mitte des Neckars und einem Kraftwerk auf der rechten Seite.

## Lage
Das Stauwehr ist vom Rhein aus gesehen die siebte Anlage.

## Bootsschleppe
Auf der linken Neckarseite steht eine Bootsschleppe zur Verfügung. Das Gleis ist 500 m lang.